# Pyrochilon
Pyrochilon ist eine chemische Verbindung aus der Gruppe der Pyrrolochinoline und ein von Pfizer entdecktes sowie von Ciba-Geigy 1987 eingeführtes Fungizid.

## Gewinnung und Darstellung
Pyrochilon kann durch Reaktion von Indolin und 3-Chlorpropionylchlorid und anschließenden Ringschluss mit Aluminiumchlorid dargestellt werden.

## Verwendung
Pyrochilon wird im Reisanbau verwendet und wirkt durch Hemmung der Reduktase in der Melanin-Biosynthese.

## Zulassung
In den Staaten der EU und in der Schweiz sind keine Pflanzenschutzmittel mit diesem Wirkstoff zugelassen.